# Takodana
A Takodana egy bolygó a Csillagok háborúja kitalált univerzumban.

## Helyzete
Középső Perem.

## Leírása
A Takodana bolygót buja erdők és kis tavak borítják. Közel fekszik egy hiperűr útvonalhoz a Chalcedon és a Noe'ha'on között, ezért népszerű kiindulópont, ami könnyedén hozzáférhet a Belső és a Külső Peremhez kapcsolódó kereskedelmi útvonalakhoz. Azok, akik kifelé indulnak, a galaktikus periféria felé, a bolygót a civilizáció utolsó ízének tekintik, míg a Magvilágiak számára ez volt az utolsó élmény a határmenti életben. Az utazók úgy találták, hogy a bolygó semleges és távol áll a galaktikus politikától, ezért Takodana a menekülők, csempészek, kémek és felfedezők menedékévé vált. A Takodanát Maz Kanata kastélyának régóta otthont adó helyként ismerik, amely nyitott kikötőként szolgál a kétes utazók számára.

## Megjelenése a Csillagok háborúja filmekben
- Csillagok háborúja VII: Az ébredő Erő